# 乌兰额热格
乌兰额热格，流经中华人民共和国内蒙古自治区巴彦淖尔市乌拉特中旗北部的一条干河，属那林河水系，发源于乌拉特中旗巴音乌兰苏木珠勒格太以东的满达山，蜿蜒向西北流经珠勒格太、哈日呼舒、鲁图、萨音呼都格、哈日额日格、棍呼都格等地，于必力其尔折向北，经布朗、额很乌苏、乌兰额日格嘎查、萨拉、巴嘎高勒、包日呼舒、怀木尔等地，于哈沙图西北汇入那林河。河长107.3千米，流域面积2035.51平方千米，河道平均比降3.98‰。全河均为干河，下游河床不明显。